# Station Brody Iłżeckie
Station Brody Iłżeckie is een spoorwegstation in de Poolse plaats Brody.